# دائرة الأصدقاء
دائرة الأصدقاء هي طريقة مصممة لزيادة التنشئة الاجتماعية والإدراج للـمعاقين مع رفاقهم. وتتكون دائرة الأصدقاء من طفل «اهتمام» أنشئت من أجله المجموعة ومن ستة أو ثمانية قرناء دراسة وميسر بالغ يلتقي بهم مرة أسبوعيًا لينشئهم اجتماعيًا ويعمل على تحقيق أهداف معيّنة. تدور أغلب المصادر المتوفرة عن دائرة الأصدقاء حول استخدامها مع الأطفال في سن المدرسة لعلاج الصعوبات المتعددة.

## الخلفية
كان أول ظهور لدائرة الأصدقاء في أمريكا الشمالية وذلك لتعزيز إدراج الأشخاص متحدي الإعاقة وغيرها من الصعوبات على النطاق المحلي وفي الأوساط التربوية العامة. وفيما سبق، كان منتشرًا أن يؤوى البالغون متحدو الإعاقة في المؤسسات وأن يُربى الطلاب ذوو الاحتياجات التربوية الخاصة في مدارس مستقلة. وتأتي طريقة دائرة الأصدقاء بالتزامن مع تحول الاتجاهات الاجتماعية إلى إدراج متحدي الإعاقة في الأوساط العامة. وتهدف هذه الطريقة إلى تعزيز صداقة صحّية وخلق وتدعيم خبرات اجتماعية إيجابية.
ورغم أن هذه الطريقة ظهرت في أمريكا الشمالية، إلا أنها طبقت وقتلت بحثًا في المملكة المتحدة في أوساط متنوعة ومع الأطفال في مراحل عمرية وأنواع صعوبات مختلفة. ويكثر استخدام هذه الطريقة مع الأطفال المصابين بـاضطرابات سلسلة الاسترسال العقلي (ASDs) لأنهم يعانون من مشاكل تعيق نمو المهارات الاجتماعية ومهارات الاتصال. وعلى وجه العموم، تفيد هذه الطريقة في حالات الأطفال الذين لديهم مشاكل انفعالية أو سلوكية أو اجتماعية لأنهم يميلون في الغالب إلى الانعزال ويفتقرون إلى جماعات الرفاق.

## الهيكل التنظيمي
تضع البيئة التعليمية إرشادات عامة لإنشاء دائرة الأصدقاء.
- إيجاد المتطلبات الأساسية: لا بد من التأكد من تعاون ومشاركة موظفي المدرسة (من مديرين ومدرسين) والحصول على موافقة والدي طفل الاهتمام أو مقدمي الرعاية له قبل البدء في تكوين دائرة أصدقاء.
- مناقشة صفية لتشكيل دائرة أصدقاء: الخطوة التالية هي مقابلة مع الصف الذي سيوضع فيه طفل اهتمام. ويخبر طفل الاهتمام بهذا الاجتماع دون أن يحضره لئلا يشعر أفراد الصف بالحرج أثناء النقاش. ويراد من المناقشة الصفية عرض فكرة دائرة الأصدقاء للطلاب. ويشجع الأطفال على التفكير في فوائد الصداقة والنظر إلى العوائق التي تحول بين طفل الاهتمام وبين الصداقة، وأيضًا يراعى الاقتراب من مشاعر الطلاب ومشاركتهم في خبراتهم السابقة عن الصداقة. وتناقش نقاط قوة طفل الاهتمام والصعوبات التي لديه، ويشرح لهم الارتباط بين سلوك طفل الاهتمام وبين المشاكل التي يواجهها مع رفاقه. وتوضيح هذا الارتباط من أولى الخطوات المهمة لحل المشكلات. وفي نهاية الاجتماع، يطلب من ستة أو ثمانية متطوعين أن يشاركوا في دائرة الأصدقاء.
- الاجتماع الأولي لدائرة الأصدقاء: في الاجتماع الأولي لدائرة الأصدقاء تلخص تفاصيل المناقشة الفصلية لطفل الاهتمام. ثم توضع القواعد الإجرائية لجماعة الاهتمام (أي السرّية والاستماع وطلب المساعدة من البالغين عند الحاجة) فضلاً عن وضع جدول للاجتماعات.
- اجتماعات أسبوعية لدائرة الأصدقاء: يقدم رفقاء الصف دورًا حيويًا في الاجتماعات الأسبوعية يتمثل في مساعدة طالب الاهتمام في تحديد أهدافه وتحقيقها. ويقترح بعض الباحثين أن يستفيد جميع الأطفال المشاركين في دائرة الأصدقاء من هذه التجربة وليس طفل الاهتمام فقط.[5]

وظهرت طرق معدلة من طريقة دائرة الأصدقاء. ويظهر الفارق في إحدى هذه الطرق المعدلّة عن الطريقة الأصلية في عدم غياب طفل الاهتمام عن الاجتماع الأولي للصف

## وصلات خارجية
- Circle of Friends website
- Circle of Friends UK website